# Heuchera townsendii
Heuchera townsendii är en stenbräckeväxtart som beskrevs av Per Axel Rydberg. Heuchera townsendii ingår i släktet alunrötter, och familjen stenbräckeväxter. Inga underarter finns listade i Catalogue of Life.